# Horst Frank (Maueropfer)

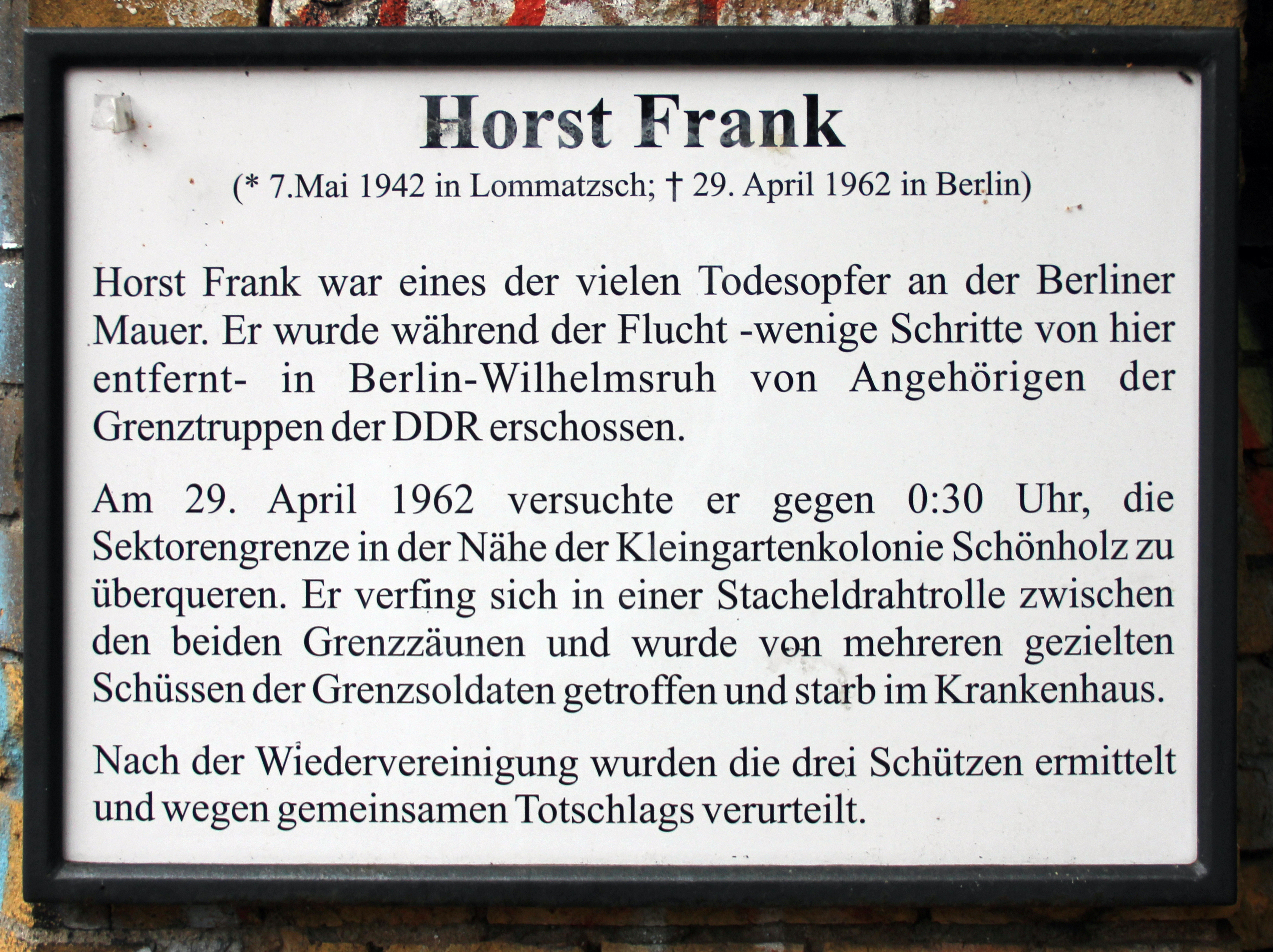
Gedenktafel, Klemkestraße, in Berlin-Reinickendorf

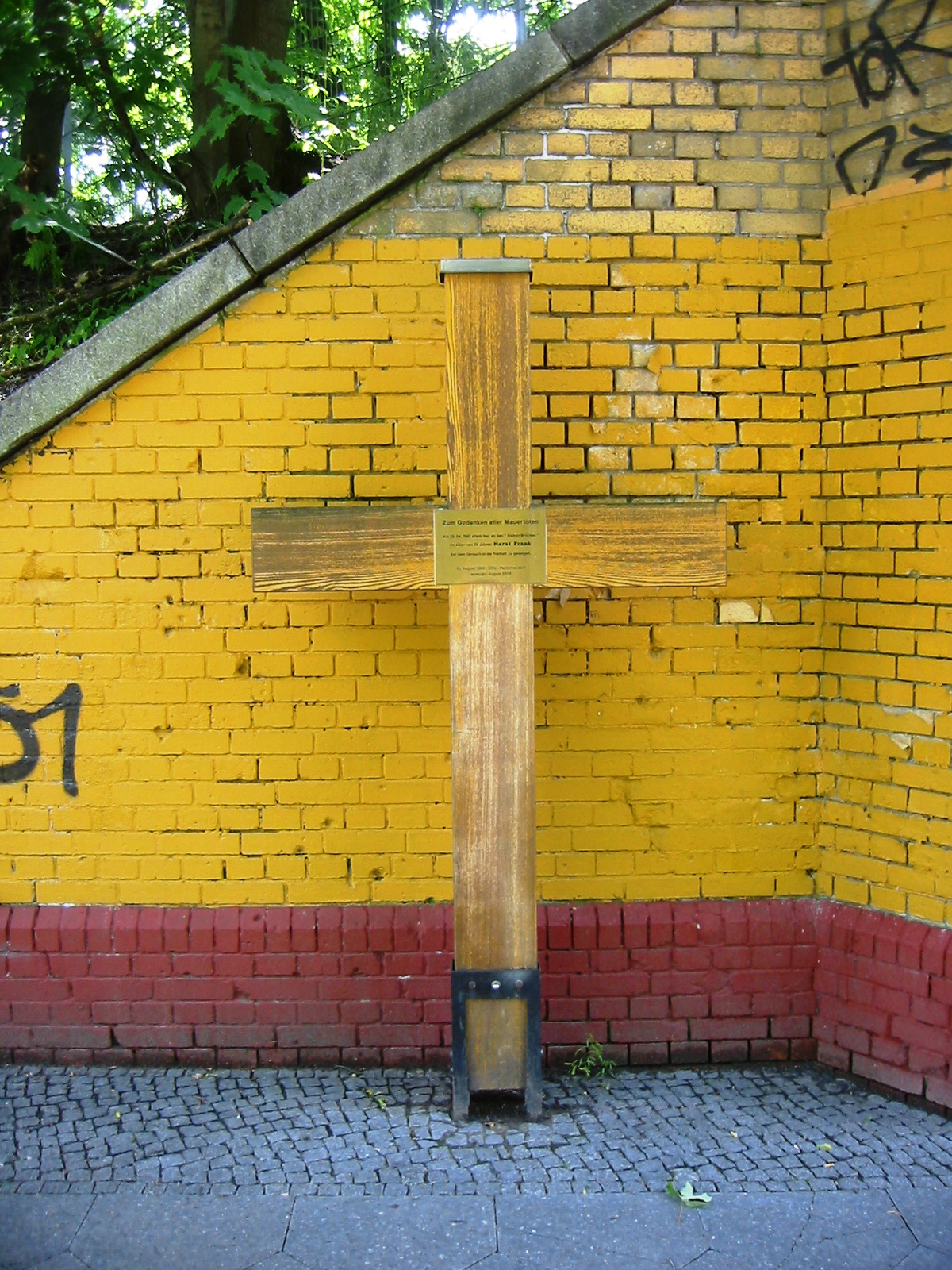
Gedenkkreuz für Horst Frank in Berlin-Wilhelmsruh

Horst Frank (* 7. Mai 1942 in Lommatzsch; † 29. April 1962 in Berlin) war ein Todesopfer an der Berliner Mauer. Er wurde während der Flucht in Berlin-Wilhelmsruh von Angehörigen der Grenztruppen der DDR erschossen.

## Leben
Nach Abschluss einer Gärtnerlehre zog er aus seiner Heimat Sachsen nach Berlin, wo er eine Anstellung bei einem staatlichen Gartenbaubetrieb im Bezirk Weißensee erhielt. Unmittelbar vor der bevorstehenden Einberufung zum Grundwehrdienst der NVA entschloss er sich zur Flucht nach West-Berlin. Zusammen mit Detlev W., einem Freund aus seinem Heimatort, versuchte er am 29. April 1962 gegen 0.30 Uhr, die Sektorengrenze in der Nähe der Kleingartenkolonie Schönholz zu überqueren. Mit einer Drahtschere durchschnitten sie zunächst den Hinterlandszaun und krochen durch den 80 Meter breiten Todesstreifen, wobei sie sehr langsam und mit Bedacht vorgingen. Daher gelang es ihnen auch, einen Stolperdraht zu erkennen und ihn zu umgehen, ohne Alarm auszulösen. Als sie nach vier Stunden zwischen dem zweiten und dritten Zaun der Grenzanlage angelangt waren, wurde Horst Frank entdeckt. Er verfing sich in einer Stacheldrahtrolle zwischen den beiden Grenzzäunen und wurde von mehreren gezielten Schüssen der Grenzsoldaten getroffen. Seinem Freund Detlev W. gelang die Flucht. Hilflos im Stacheldraht hängend, wurde Horst Frank von den Grenztruppen geborgen und später in das Volkspolizei-Krankenhaus gebracht. Dort verstarb er gegen 4 Uhr morgens.
Nach der Deutschen Wiedervereinigung 1990 wurden die drei Schützen ermittelt. Sie wurden 1995 vom Landgericht Berlin wegen gemeinsamen Totschlags zu Freiheitsstrafen zwischen 15 und 18 Monaten verurteilt, die zur Bewährung ausgesetzt wurden.